# Csádi labdarúgó-szövetség
A csádi labdarúgó-szövetség (franciául: Fédération Tchadienne de Football, rövidítve: FTFA) Csád nemzeti labdarúgó-szövetsége. A szervezetet 1962-ben alapították, 1988-ban csatlakozott a Nemzetközi Labdarúgó-szövetséghez, valamint az Afrikai Labdarúgó-szövetséghez. A szövetség szervezi a Csádi labdarúgó-bajnokságot. Működteti a férfi valamint a női labdarúgó-válogatottat.